# Antoon Moortgat
Antoon Moortgat (Antwerpen, 10 mei 1862 - Braunschweig, 23 maart 1927) was een Belgisch journalist, redacteur, dichter, auteur en dramaticus.

## Levensloop
Moortgat was aanvankelijk leraar aan het Atheneum van Antwerpen, aldaar blies hij in 1890 samen met Pol de Mont de Vlaamsche Kring nieuw leven in. Daarnaast vormde hij samen met Karel Angermille de redactie van het Vlaamsgezinde Antwerpse tijdschrift Phenix (1891-1892), drukte hij een tijdlang het weekblad Congo (1897-1900) en was hij hoofdredacteur (en tijdelijk ook drukker) van De Talenstudent (1898-1899), een informatieblad voor talenstudie.
Vervolgens ging hij aan de slag bij de Antwerpse liberale  krant De Koophandel, waar hij in 1894 Paul Billiet opvolgde als hoofdredacteur. Na de omvorming in 1897 van dit dagblad tot De Nieuwe Gazet bleef hij hoofdredacteur, een functie die hij uitoefende tot 1899. Hij werd opgevolgd in deze hoedanigheid door August Monet. Vervolgens richtte hij het eerste Vlaamse ochtendblad in Antwerpen op, De Vroegpost. Met dit dagblad, waarvan hij tevens hoofdredacteur was, verdedigde hij het standpunt van de boeren in de Transvaaloorlog en schreef hij anti-Britse artikels. Dit tijdschrift hield op te bestaan in 1901.
Vervolgens werd Moortgat administratief medewerker bij een Antwerpse wijnhandelaar, een functie die hij uitoefende tot zijn benoeming tot griffier van de Handelskamer. Daarnaast was hij lid van het Taalverbond, een vereniging van overwegend liberale letterkundigen. Tijdens de Eerste Wereldoorlog werkte hij mee aan Het Vlaamsche Nieuws en in de zomer van 1918 werd hij aangesteld als directeur van de pas vervlaamste Hoogere Handelsschool te Antwerpen.
Moortgat was woonachtig in een burgerhuis in art-nouveaustijl, ontworpen door architect Jules de Lattin in 1913, in de Van Putlei 8 te Antwerpen. Na zijn veroordeling wegens activisme week hij uit naar Duitsland, waar hij in ballingschap overleed.

## Werken

### Boeken
- Versleten (Taalverbond, 1892)

### Toneel
- Uilenspiegel (1903)
- De Bremer Straatmuziek (1916)

- Bibliothèque nationale de France: cb143114610 (data)
- Gemeinsame Normdatei: 101463464
- International Standard Name Identifier: 0000 0000 0505 3241
- Virtual International Authority File: 29897988
- WorldCat: E39PBJcBWtjWpp4jdHM7VPTyh3